# Нарасімхаварман I
Нарасімхаварман I (*முதலாம் நரசிம்மவர்மன், д/н —668) — махараджахіраджа імперії Паллавів у 630–668 роках, визначний військовий діяч.

## Життєпис
Походив з династії Паллавів. Син махараджахіраджи Махендравармана I. Про молоді роки його мало відомостей. Обійняв трон після смерті батька у 630 році.
Спочатку займався відродженням держави після навали армії Чалук'я у 620-х роках. Втім наприкінці 630-х років стикнувся з новим вторгненням війська Пулакешина II. Нарасімха-варман зумів завдати ворогові низку поразок, відстояти свою столицю Канчіпурам, а потім перейти у наступ. Він напав на землі Чалук'їв. У 642 році при Ватапі (столиці Чалук'я) відбулася вирішальна битва, в якій Паллави здобули блискучу перемогу — Пулакешин II загинув, Ватапі було захоплено й сплюндровано. На честь цього Нарасімха отримав прізвище Ватапі-конда, тобто Підкорювач Ватапі. Також йому дістався титул Мамалла (Великий борець). Тому місто, що невдовзі було засновано, отримало назву Мамалапурам (сучасне Махабаліпурам).
Війська Паллавів окупували більшу частини держави Чалук'я до 655 року, коли військовики Паллавів вимушені були відступити на власну територію. В той же час Нарасімха-варман надав поміч раджі Манавармі в отриманні трону Сінгалії на Шрі-Ланці. Помер Нарасімха-варман I у 668 році, владу наслідував його син Махендраварман II.